# Чайка, Мария Павловна
Мария Павловна Чайка (1923—2003) — советский и российский учёный-физик, специалист в области атомной спектроскопии, оптики и лазерной физики, доктор физико-математических наук (1971), профессор (1971), почётный профессор СПбГУ (2003). Заслуженный деятель науки Российской Федерации (1999). Лауреат Государственной премии СССР в области науки и техники (1976).

## Биография
Родилась 23 марта 1923 года в городе Загорск Московской области в семье военнослужащего.
В 1940 году после окончания школы поступила на физический факультет Ленинградского государственного университета. С 1942 по 1945 годы училась на физическом факультете Томского государственного университета.
С 1945 года — младший научный сотрудник НИИ физики ЛГУ, работала в лабораториях академика А. Н. Теренина и С. Э. Фриша. Первая научная работа М. П. Чайки касалась систематики спектра урана в рамках работ по атомной тематике. С 1950 года вместе с Н. И. Калитеевским была включена в научную группу под руководством С. Э. Фриша. В 1952 году М. П. Чайка защитила кандидатскую диссертацию по урану: «спектроскопия и анализ урана на содержание фтора». Дальнейшая научная деятельность М. П. Чайки была связана с изучением сверхтонкой структуры спектральных линий различных элементов и определением величин, необходимых для нахождения ядерных моментов: магнитного коэффициента А и квадрупольного В. В качестве основного спектрального прибора для этих исследований использовался интерферометр Фабри—Перо, что оказалось весьма кстати при изучении первых газовых лазеров.
С 1963 по 2003 годы — старший научный сотрудник, ведущий научный сотрудник и заведующая лабораторией когерентной оптики НИИФ имени В. А. Фока. В 1971 году защитила докторскую диссертацию по теме: «явление пересечения уровней».
М. П. Чайка занималась изучением явления интерференции в квантовых системах.
Общепризнанным является приоритет М. П. Чайки в использовании этих явлений для исследования процессов в газовых лазерах и газоразрядной плазме. Особо следует отметить пионерские работы М. П. Чайки по исследованию выстраивания атомов в плазме газового разряда. Обнаружение так называемого «скрытого выстраивания», которое внесло фундаментальный вклад в понимание физических процессов в плазме, признано Комитетом по изобретениям при Совете министров СССР открытием с приоритетом 1969 года. Её монография «Интерференция вырожденных атомных состояний» (ЛГУ, 1975) вызвала большой интерес у специалистов. Переработанное и дополненное издание (с соавторами Е. Б. Александровым и Г. И. Хвостенко) вышло в свет в 1991 году, этот вариант книги переведен на английский язык.
Автор открытия, зарегистрированного в СССР под номером 264.
В 1977 году М. П. Чайке «за цикл работ „Обнаружение, исследование и приложение новых оптических явлений, обусловленных когерентностью и ориентацией атомных состояний“ (1955—1976)» была присуждена — Государственная премия СССР. О международном признании ее заслуг говорит присужденная ей в 1993 году — Премия Гумбольдта. М. П. Чайка интенсивно вела работу по подготовке научных кадров: руководила аспирантами, магистрантами и студентами в бакалавриате на физическом факультете Санкт-Петербургского государственного университета. Ею было подготовлено более 30 докторов и кандидатов наук и большое число специалистов, а в последние годы и магистров. В 2003 году она стала почётным профессором СПбГУ.
Умерла 21 июля 2003 года в Санкт-Петербурге.

## Основные труды
- Чайка М. П. Явление пересечения уровней / Ленинград, 1971 г. 246 с.
- Чайка М. П. Интерференция вырожденных атомных состояний [Текст] : (Пересечение уровней) / Ленингр. гос. ун-т им. А. А. Жданова. — Ленинград : Изд-во Ленингр. ун-та, 1975 г. — 192 с.
- Чайка М. П. Поляризация спонтанного излучения атомов [Текст] : Межинститут. семинар СО АН СССР и НГУ «Проблемы соврем. оптики и спектроскопии» (6 марта 1978 г.) / Под руковод. д. ф.-м. н. проф. С. Г. Раутиана. — Новосибирск : Ин-т автоматики и электрометрии, 1979 г. — 24 с. — (Препринт / Ин-т автоматики и электрометрии Сиб. отд-ния АН СССР; № 9)
- Александров Е. Б., Чайка М. П. Интерференция атомных состояний [Текст] / Е. Б. Александров, Г. И. Хвостенко, М. П. Чайка. — Москва : Наука, 1991 г. — 254 с. — (Современ. пробл. физики). — ISBN 5-02-014341-3

## Награды
- Дважды Медалью «За трудовую доблесть» (1962, 1967)

### Звания
- Заслуженный деятель науки Российской Федерации (1999)

### Премии
- Государственная премия СССР в области науки и техники (1978 — «за цикл работ „Обнаружение, исследование и приложение новых оптических явлений, обусловленных когерентностью и ориентацией атомных состояний“ (1955—1976)»)
- Премия Гумбольдта (1993)
- Две премии ЛГУ (1956, 1967)